# 芝聡
芝 聡(しば さとし、1983年9月9日- )は、日本のバラエティー番組のディレクター、総合演出家、プロデューサー、映画監督。

## 来歴
京都大学を卒業後、朝日放送入社。
「今ちゃんの実は」「ビーバップ！ハイヒール」「ハッキリ5」「名医とつながる！たけしの家庭の医学」「明石家さんまのコンプレックス杯」「これって私だけ？」など数々の番組を担当した。
2019年第11回沖縄国際映画祭では初監督作品としてNON STYLEの石田明が長年あたためてきた物語を脚本化した『クソみたいな映画』を手掛ける。

## 担当番組一覧

### レギュラー番組
- クイズ!紳助くん（AD→ディレクター）
- きになるオセロ (AD)
- 上沼恵美子のおしゃべりクッキング（ディレクター）
- 今ちゃんの「実は…」（ディレクター）
- ビーバップ!ハイヒール（ディレクター）
- Oh!どや顔サミット（ディレクター）
- 世界の村で発見!こんなところに日本人（演出）
- 教えて!ニュースライブ 正義のミカタ（総合演出）
- 名医とつながる!たけしの家庭の医学（プロデューサー）
- これって私だけ?（チーフプロデューサー）
- ポツンと一軒家（プロデューサー）
- 支配人やってみませんか?（チーフプロデューサー）
- フェイクニュースに踊るな〜芸能人メンタル検証〜（チーフプロデューサー）
- やすとものいたって真剣です（プロデューサー）
- 遊び追求!イッコタス（プロデューサー）

### 特番
- 激突！お笑い新世代オタク王決定戦（総合演出）
- 志村&所の戦うお正月（ディレクター、チーフディレクター、プロデューサー）
- M-1グランプリ（ディレクター、プロデューサー）
- 芸能界ワイドショー家族No.1決定戦（プロデューサー）
- ＃姫ワザ（チーフプロデューサー）
- DRAGON CHEF（プロデューサー）

### 企画番組
- 東西芸人いきなり!2人旅（企画・総合演出 パイロット版のみ）
- 涙のハートフルどっきり!今田シネマ 地獄から天国（企画・総合演出）
- 明石家さんまのコンプレッくすっ杯（企画・総合演出）
- 他叙伝（企画・総合演出）
- 独断！ランキングダム（企画・総合演出）
- ハッキリ5〜そんなに好かれていない5人が世界を救う〜（企画・総合演出）
- ボツ王～時代が早すぎた㊙発想！ニッポン社員の逆襲～（企画・プロデューサー）

### 監督
- クソみたいな映画（監督）